# ویلا سن جووانی
ویلا سن جووانی (به ایتالیایی: Villa San Giovanni) یک کومونه در ایتالیا است که در استان رجیو کالابریا واقع شده‌است.

## خصوصیات
ویلا سن جووانی ۱۲ کیلومترمربع مساحت و ۱۳٬۷۴۷ نفر جمعیت دارد و ۱۵ متر بالاتر از سطح دریا واقع شده‌است.

## نگارخانه

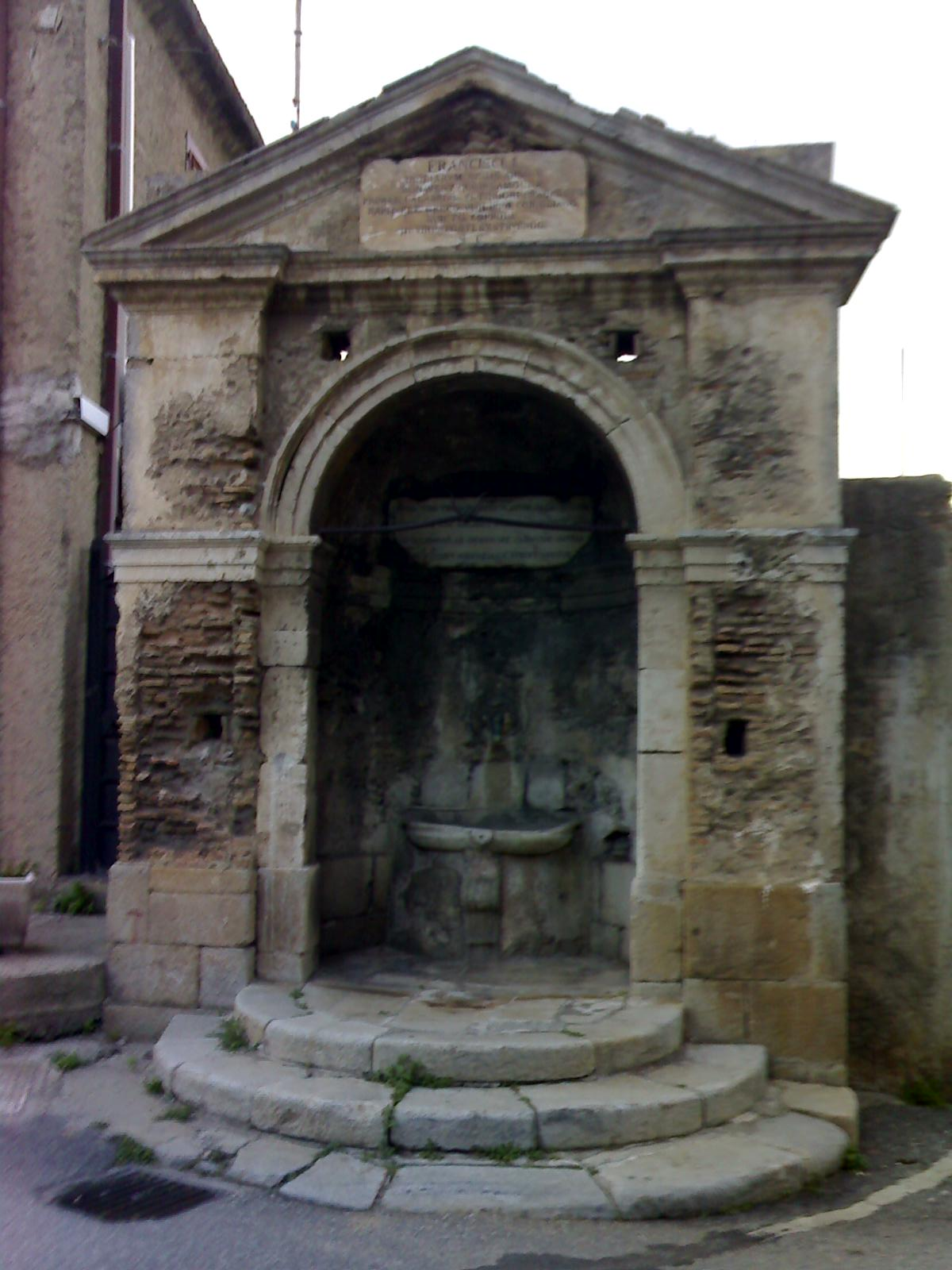
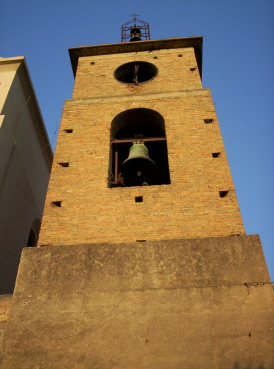